# 島田誠の純情アンモナイト
島田誠の純情アンモナイト（しまだまことのじゅんじょうあんもないと)は2008年10月より2009年3月までRKB毎日放送（RKBラジオ）で放送されていた土曜夜のワイド番組である。

## 放送時間
- 土曜日 18:00～21:00（JST）

## パーソナリティ
- 島田誠
- 山口玲香

## コーナー
- ウィークリー サタしま
一週間のニュースを島田が斬っていくコーナー。主にスポーツ関係が多い。
- 聞き耳ナイトくらぶ
芸能リポーターと電話を繋ぎ、最近の芸能情報・ニュースを紹介するコーナー。
- ぐるぐるアンモナイト
リポーターがエリア内のとある場所でインタビューをするコーナー。
- 玲香の太鼓BANG×2
最近流行っているものを紹介するコーナー。
- ふるさと何かナイト
エリア内の市町村の名産品などを紹介するコーナー。
- もりあげナイトSHOW
様々なジャンルの人と電話を繋ぎ、トークをするコーナー。
- やっぱり愛もナイト
リスナーと電話を繋いで、トークをするコーナー。その後のクイズでリスナーが正解すると賞金5000円がもらえる。不正解の場合、賞金は翌週に持ち越される。